# Matlockite
La matlockite è un minerale raro che prende il nome dalla città di Matlock nel Derbyshire, in Inghilterra, dove è stato scoperto per la prima volta in una miniera vicina. La matlockite (formula chimica: PbFCl) dà il nome al gruppo delle matlockiti, un insieme di minerali rari con una struttura simile.
Il minerale è stato scoperto intorno ai primi anni dell'Ottocento a Bage Mine a Bolehill presso Matlock, assieme ad esempi di fosgenite e anglesite. Anche se la fosgenite era già conosciuta in quel periodo, sembra probabile che non si sia capito che la matlockite fosse un nuovo minerale per una cinquantina d'anni. Il nome le venne dato da Greg nel 1851. La prima menzione della matlockite potrebbe essere nella Mineralogia del Derbyshire di John Mawe nel 1802 in cui egli dà una descrizione dettagliata della fosgenite, che viene poi seguita dalla menzione di un minerale paragonabile al vetro piombato - una descrizione che fa pensare alla matlockite.
Un grosso pezzo di circa 10 cm si trova nella collezione dell'American Museum of Natural History. Un pezzo un po' più piccolo è quello del Derby Museum and Art Gallery.